# Нојкирх (Кенигсбрик)
Нојкирх (њем. Neukirch) општина је у њемачкој савезној држави Саксонија. Једно је од 63 општинска средишта округа Бауцен. Према процјени из 2010. у општини је живјело 1.718 становника. Посједује регионалну шифру (AGS) 14625370.

## Географски и демографски подаци
Нојкирх се налази у савезној држави Саксонија у округу Бауцен. Општина се налази на надморској висини од 190 метара. Површина општине износи 39,5 km². У самом мјесту је, према процјени из 2010. године, живјело 1.718 становника. Просјечна густина становништва износи 44 становника/km².